# Billy Pod
Billy Pod (eigentlich Vassilis Podaras (griechisch Βασίλης Ποδαράς), * 1988 in Athen) ist ein griechischer, in Großbritannien lebender Musiker (Schlagzeug, Komposition) des Modern Jazz.

## Leben und Wirken
Podaras spielte während der Schulzeit Geige; mit elf Jahren begann er Schlagzeug zu spielen. Sein Musikstudium umfasste sechs Jahre klassischen Klavier- und Geigenunterricht. Mit 18 Jahren studierte er am Fachbereich Jazz der Ionischen Universität in Korfu (Stadt); daneben besuchte er auch einen Kurs bei Ralph Peterson. In dieser Zeit spielte er im Trio mit Yiannis Papadopoulos (Piano) und Ntinos Manos (Bass). Fünf Jahre später erhielt er seinen Bachelor in Jazz Drumming Performance.
Seit 2009 arbeitete er in der griechischen Jazzszene und trat auf renommierten Festivals und Veranstaltungsorten des Landes auf. Er hat auch mit zahlreichen internationalen Jazzmusikern zusammengearbeitet, darunter: Tivon Pennicott, Dean Bowman, Manfred Schoof, Olivier Temime, Olivier Gatto, Laurent Maur, Jean-Loup Longnon, Mikko Innanen und Shachar Elnatan. 2010 trat er beim Internationalen Pori-Jazzfestival mit dem Trio George Kontrafouris auf. In diesem Jahr tourte er mit derselben Gruppe auch in Spanien und Finnland. 2012 nahm er am IASJ (International Association of Schools of Jazz Meeting) in Graz teil. In Griechenland wirkte er bei Plattenaufnahmen von Dionysis Savvopoulos & Eleni Vitali (Μυστικό Τοπίο, 2016), von Gianna Vassiliou und dem Stefanos Andreadis Flying Jazz Trio mit. 2019 legte er unter dem Pseudonym Billy Pod sein Debütalbum Drums to Heal Society vor. Zu Jahresbeginn 2020 zog er nach England.

## Diskographische Hinweise
- Flying Jazz Trio, Stefanos Andreadis Flying Jazz: Nostalgia (2020)
- Quintessence (2022), mit Tom Ollendorff, Rupert Cox, Mirko Scarcia